# Grönländische Fußballmeisterschaft 1967/68
Die Grönländische Fußballmeisterschaft 1967/68 war die 6. Spielzeit der Grönländischen Fußballmeisterschaft.
Obwohl die Saison offiziell unter der Jahresangabe 1967/68 geführt wird, ist nicht bekannt, ob tatsächlich Spiele noch 1967 ausgetragen worden sind, da die Vorsaison erst im September 1967 geendet hatte. In allen folgenden Austragungen wurde die gesamte Saison im Kalenderjahr gespielt.
Meister wurde erstmals T-41 Aasiaat.

## Teilnehmer
Es ist nicht bekannt, wie viele Mannschaften an der Meisterschaft teilnahmen. Lediglich die folgenden Mannschaften sind als Teilnehmer bekannt. Teilnehmer der Schlussrunde sind fett.
- T-41 Aasiaat
- SAK Sisimiut
- Kâgssagssuk Maniitsoq
- B-67 Nuuk
- GSS Nuuk
- NÛK
- Iliarssuk Qeqertarsuatsiaat
- Nagtoralik Paamiut
- Â-43 Narsaq
- K-33 Qaqortoq
- Narssarmiutaĸ Ammassivik
- Siuteroĸ Nanortalik

## Modus
In diesem Jahr bestand die Qualifikationsrunde wohl aus drei Gruppen. Über Mannschaften aus den beiden nördlichsten Gemeinden, die schon im Vorjahr nicht an der Schlussrunde teilgenommen hatten, ist nichts bekannt. Die südliche Gruppe bestand aus den Mannschaften bis zur Gemeinde Paamiut, die mittlere aus den Mannschaften zwischen den Gemeinden Nuuk und Sisimiut, die nördliche mindestens aus den Mannschaften der Diskobucht. Mindestens die mittlere Gruppe war wieder in zwei Kreise unterteilt. Die Gruppensieger qualifizierten sich für die Schlussrunde, die wie in der Vorsaison im Gruppenverfahren gespielt wurde.

## Ergebnisse

### Qualifikationsrunde

#### Gruppe 1
Vorrunde
| Datum     |             | Ergebnis |                          |
| --------- | ----------- | -------- | ------------------------ |
| Juni 1968 | Â-43 Narsaq | 7:1      | Narssarmiutaĸ Ammassivik |

Halbfinale
| Datum     |                     | Ergebnis |                    |
| --------- | ------------------- | -------- | ------------------ |
| Juni 1968 | K-33 Qaqortoq       | 11:10    | Â-43 Narsaq        |
| Juni 1968 | Siuteroĸ Nanortalik | 3:9      | Nagtoralik Paamiut |

Finale
| Datum |               | Ergebnis |                    |
| ----- | ------------- | -------- | ------------------ |
| 1968  | K-33 Qaqortoq | ?:?      | Nagtoralik Paamiut |

#### Gruppe 2
Aus dem südlicheren Kreis ist nur ein Spielergebnis bekannt. NÛK ging als Kreissieger hervor. Auch Iliarssuk Qeqertarsuatsiaat nahm in diesem Kreis teil.
Kreis A
| Datum         |          | Ergebnis |           |
| ------------- | -------- | -------- | --------- |
| 16. Juni 1968 | GSS Nuuk | 6:1      | B-67 Nuuk |

In Kreis B trat SAK Sisimiut nur in diesem Spiel an. Wie im Vorjahr ist es folglich möglich, dass nur diese beiden Mannschaften aus dem Kreis die Teilnahme gemeldet hatten.
Kreis B
| Datum         |              | Ergebnis |                        |
| ------------- | ------------ | -------- | ---------------------- |
| 10. März 1968 | SAK Sisimiut | ?:?      | K'âgssagssuk Maniitsoq |

Finale
| Datum             |              | Ergebnis |     | Ort  |
| ----------------- | ------------ | -------- | --- | ---- |
| 6. September 1968 | SAK Sisimiut | ?:?      | NÛK | Nuuk |

#### Gruppe 3
T-41 Aasiaat ging als Gruppensieger hervor. Am 12. November 1967 hatten sie A-51 Akunnaaq mit 7:0 geschlagen, aber es ist nicht bekannt, ob das Spiel Teil der Meisterschaft war.

### Schlussrunde
| Pl. | Verein        | Sp. | S | U | N | Tore    | Punkte |
| --- | ------------- | --- | - | - | - | ------- | ------ |
| 1.  | T-41 Aasiaat  | 2   | 2 | 0 | 0 | 012:300 | 04     |
| 2.  | SAK Sisimiut  | 2   | 1 | 0 | 1 | 005:700 | 02     |
| 3.  | K-33 Qaqortoq | 2   | 0 | 0 | 2 | 002:900 | 0      |

| Datum              |              | Ergebnis |               | Ort  |
| ------------------ | ------------ | -------- | ------------- | ---- |
| 8. September 1968  | T-41 Aasiaat | 6:1      | K-33 Qaqortoq | Nuuk |
| 10. September 1968 | SAK Sisimiut | 3:1      | K-33 Qaqortoq | Nuuk |
| 12. September 1968 | T-41 Aasiaat | 6:2      | SAK Sisimiut  | Nuuk |